# Maria Carta
Maria Carta (Siligo, 24 giugno 1934 – Roma, 22 settembre 1994) è stata una cantautrice, attrice e politica italiana. Durante la sua carriera di cantante ha ripercorso i molteplici aspetti della musica tradizionale sarda, in particolare del cantu a chiterra, del repertorio popolare dei gosos, delle ninne nanne e del canto tradizionale religioso (canti gregoriani). Ha saputo aggiornare la tradizione con arrangiamenti moderni e personali. Nel 1975 ha scritto un libro di poesie, intitolato Canto rituale.
(Giuseppe Dessì, presentazione dell'album Delirio, 1974)

## Biografia
Nacque a Siligo, un piccolo paese della provincia di Sassari, il 24 giugno 1934. Alla nascita le fu dato il nome di Maria Giovanna Agostina: Giovanna perché nacque il giorno della festa di san Giovanni e Maria Agostina per ricordare la nonna materna. All'età di otto anni perse il padre per una grave malattia e fu costretta, come del resto tutti i bambini della sua condizione sociale, ad affrontare le fatiche quotidiane sia in casa sia in campagna.
Nel 1957, a 23 anni, vinse il concorso di bellezza Miss Sardegna e partecipò al concorso nazionale di Miss Italia. Prese parte come attrice al fotoromanzo Questo sangue sardo, scritto e realizzato da Abramo Garau a Sardara. Intorno al 1960 si trasferì a Roma, dove conobbe lo sceneggiatore Salvatore Laurani, che poi sposò. Frequentò il Centro Nazionale di Studi di Musica Popolare, diretto da Diego Carpitella, presso l'Accademia Nazionale di Santa Cecilia e contemporaneamente portò avanti un percorso di ricerca musicale ed etnografica con importanti produzioni e collaborazioni.
Nel 1971 realizzò due album: Sardegna canta e Paradiso in re, e intanto frequentò l'etnomusicologo Gavino Gabriel. Lo stesso anno venne trasmesso dalla Rai il documentario Incontro con Maria Carta (fotografia di Franco Pinna e testi di Velia Magno), nel quale Maria cantò e recitò con Riccardo Cucciolla. Venne registrato anche un altro documentario (con regia di Gianni Amico su soggetto e sceneggiatura di Salvatore Laurani) dal titolo Maria Carta. Sardegna, una voce.
Nel 1972 recitò al Teatro Argentina a Roma nella Medea di Franco Enriquez. Lo stesso anno incontrò Amália Rodrigues, con la quale tenne un concerto al Teatro Sistina. Nel 1973 le due artiste realizzarono una tournée in Sardegna. Nel 1974 partecipò a Canzonissima, interpretando il Deus ti salvet Maria. Arrivò in finale e si classificò seconda nel girone della musica folk con il brano Amore disisperadu. Nel 1975 tenne un importante concerto al Teatro Bol'šoj di Mosca. Nel 1976 venne eletta, per il Partito Comunista Italiano, nel consiglio comunale di Roma e rimase in carica fino al 1981.
Nella sua carriera si ritagliò un ruolo in alcuni film e godette dell'amicizia di registi famosi come Pier Paolo Pasolini, Francis Ford Coppola e Franco Zeffirelli: suoi infatti furono i ruoli della madre di Vito Corleone ne Il padrino - Parte II (1974) di Coppola e di Marta nello sceneggiato Gesù di Nazareth (1977) di Zeffirelli. Nel 1980 partecipò al Festival d'Avignone, nel 1987 si esibì nella cattedrale di San Patrick a New York e nel 1988 nella cattedrale di St. Mary a San Francisco. Nel 1992 realizzò il musical teatrale A piedi verso Dio con brani composti da Franco Simone. Maria Carta tenne il suo ultimo concerto a Tolosa, in Francia, il 30 giugno 1993. 
Malata da tempo di tumore, morì nella sua casa di Roma all'età di 60 anni.

## La fondazione
Dopo la sua morte, nel 1994 fu istituita la Fondazione Maria Carta, con lo scopo di promuovere la cultura e la musica della Sardegna. A partire dal 2003 la stessa Fondazione attribuisce ogni anno il Premio Maria Carta, conferito a chi, in un modo o nell'altro, contribuisce a promuovere l'immagine della cultura sarda in Italia e nel mondo. Nel 2016 la fondazione è stata promotrice del progetto Freemmos - Liberi di restare, un'iniziativa per sensibilizzare l’opinione pubblica sul dramma dello spopolamento delle zone interne dell’isola.

## Collaborazioni musicali
- Aldo Cabitza, chitarra sarda
- Peppino Pippia, fisarmonica
- Serafino Murru
- Tenores di Bitti Remunnu 'e Locu
- Tenores di Neoneli
- Severino Gazzelloni, flautista
- Mauro Palmas, launeddas nel disco Umbras
- Andrea Parodi, cantante
- Angelo Branduardi, cantautore e violinista
- Franco Simone, cantante
- Fabio Agostini, organista
- Lorenzo Pietrandrea, chitarrista
- Franco Giuffrida, chitarrista
- Filippo Rizzuto,concertista
- Luciano Nichelini, organista
- Daví Lamastra, artista, compositore
- Luigi Lai, Launeddas

## Discografia

### Singoli
- 1971 - Ninna nanna/Muttos de amore (Tirsu TR 140)
- 1971 - Adiu a mama/Antoneddu Antoneddu (Tirsu TR 141)
- 1971 - Trallallera corsicana/La ragazza moderna (Tirsu TR 144)
- 1973 - Nuovo maggio/Funerale di un lavoratore (RCA TPBO 1004)
- 1974 - Amore disisperadu/Ave Maria (RCA TPBO 1083)
- 1975 - Diglielo al tuo Dio/Nuovo maggio (RCA TPBO 1113)
- 1978 - No potho reposare/Ballada ogliastrina/Muttettu (Polydor 2060 193)

### Album
- 1971 - Sardegna canta (LP) (Tirsu, LIP 317)
- 1971 - Paradiso in Re (2 LP) (RCA, IL 00100-2; ristampa: TCL 1-1089)
- 1974 - Delirio. In s'amena campagna dilliriende (LP) (RCA, TPL 1-1002)
- 1974 - Ave Maria (LP) (RCA – TCL1-1090
- 1975 - Dies irae (LP) (RCA, TPL 1-1169)
- 1976 - Vi canto una storia assai vera (LP) (RCA Lineatre, TNL1 3502)
- 1976 - La voce e i canti di Maria Carta vol. 1 (LP) (RCA)
- 1976 - La voce e i canti di Maria Carta vol. 2 (LP) (RCA, NL 33095)
- 1978 - Umbras (LP) (Polydor, 2448 078)
- 1980 - Haidiridiridiridiridinni (LP) (Polydor, 2448 106)
- 1981 - Sonos 'e memoria (2 LP) (Chante du monde)
- 1984 - Maria Carta concerto dal vivo (MC) (Tekno Records, TKR MR 0036)
- 1987 - Sonos de memoria (2 LP) (Fonit Cetra, APL-2020-2-1; ristampa dell'album precedente)
- 1992 - Chelu e mare (CD) (Music Of The World, CD 12506)
- 1993 - Le memorie della musica (CD) (Bubble, CDBLU-1842)
- 1993 - Muttos ‘e amore (CD) (Joker, 674104-mus)
- 1993 - Trallallera (CD) (Joker)
- 2002 - Sardegna canta (CD) (Aedo)
- 2002 - I grandi successi, (BMG Ricordi) 74321927372 (2) 2CD
- 2012 - Il Recital di Maria Carta e Amalia Rodriguez con Amália Rodrigues[9] (album dal vivo) Registrazione del concerto svoltosi al Teatro Sistina di Roma il 20 novembre 1972 (Halidon/Luci di scena).
- 2014 - Nottes de incantu (CD) (Retro Gold) ASIN: B000BRP1J2

## Filmografia

### Cinema
- Il padrino - Parte II (The Godfather Part II), regia di Francis Ford Coppola (1974)
- Cecilia - Storia di una comune anarchica, regia di Jean-Louis Comolli (1976)
- Cadaveri eccellenti, regia di Francesco Rosi (1976)
- I padroni dell'estate, regia di Marco Parodi (1986)
- Il camorrista, regia di Giuseppe Tornatore (1986)
- Disamistade, regia di Gianfranco Cabiddu (1988)

### Televisione
- Il passatore, regia di Piero Nelli (1977)
- Gesù di Nazareth, regia di Franco Zeffirelli (1977)
- Un reietto delle isole, regia di Giorgio Moser (1980)
- Il commissario Corso, regia di Gianni Lepre (1992)

## Teatro
- 1972, Medea, regia di Franco Enriquez
- 1989/90, Memorie di Adriano, con Giorgio Albertazzi, regia di Maurizio Scaparro
- 1992, A piedi nudi verso Dio (musical), nel ruolo di santa Teresa d'Avila nel musical di Franco Simone